# Санд Хил (Пенсилванија)
Санд Хил (енгл. Sand Hill) насељено је место без административног статуса у америчкој савезној држави Пенсилванија.

## Демографија
По попису из 2010. године број становника је 2.496, што је 151 (6,4%) становника више него 2000. године.
| Група             | 2000.         | 2010.         |
| Белци             | 2.219 (94,6%) | 2.259 (90,5%) |
| Афроамериканци    | 11 (0,5%)     | 26 (1,0%)     |
| Азијати           | 39 (1,7%)     | 34 (1,4%)     |
| Хиспаноамериканци | 69 (2,9%)     | 148 (5,9%)    |
| Укупно            | 2.345         | 2.496         |